# Готтентоты

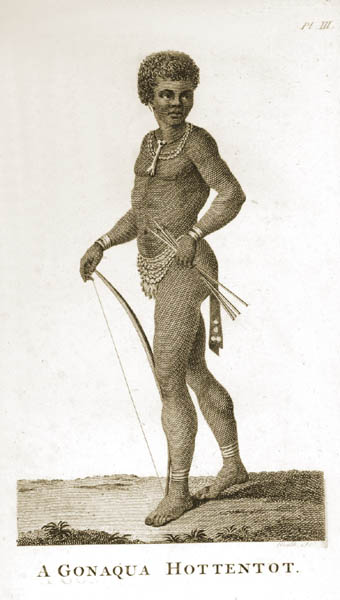
Готтентот на рисунке 1780-х годов

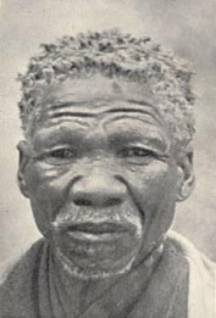
Пожилой мужчина готтентот

Готтенто́ты (кой-коин; самоназвание: khaa, khaasen) — этническая общность на юге Африки. Ныне населяют Южную и Центральную Намибию, во многих местах живя смешанно с дамара и гереро. Отдельные группы живут также в ЮАР: гриква, корана и группы нама (в основном переселенцы из Намибии).
Антропологически готтентоты относятся вместе с бушменами к особому расовому типу — капоидной расе.

## Название
Название происходит от нидерл. hottentot, что значит «заика» (имеются в виду произнесение щелкающих звуков). В XIX—XX веках термин hottentots приобрёл в Европе отрицательную окраску: он означал «дикари, необразованные, нецивилизованные люди» (например, Корней Чуковский в статье «Нат Пинкертон и современная литература», опубликованной в 1908 году, применяет слово «готтентот» именно в этом значении около 40 раз). В результате сейчас слово считается оскорбительным в Намибии и ЮАР, где заменено на термин khoekhoen (кой-коин), производный от самоназвания нама. В русском языке пока используются оба термина.

## Языки
Готтентоты говорили на языках кхойкхой центральнокойсанской семьи: нама и капский кхой-кхой. На последнем сейчас никто не говорит. На языке нама, кроме собственно готтентотов, говорят также дамара и хайлъом, культурно и антропологически отличающиеся от нама. В диалектном отношении отдельные группы нама весьма близки между собой и говорят на одном диалекте — центральном нама, за исключением топнар-нама. Остальные сохранившиеся группы готтентотов ныне говорят только на африкаанс: рехоботеры, гриква (потомки от смешанных браков с белыми) и корана.

## История
К приходу европейцев готтентоты занимали юго-западное побережье Африки, от реки Фиш на востоке и до центральных нагорий Намибии на севере. Насколько давно готтентоты жили в этих местах, точно неизвестно. С уверенностью можно сказать лишь то, что племена банту несколькими веками раньше застали их уже в этих же местах. Согласно данным лексикостатистики, ветвь кхойкхой отделилась от других центральнокойсанских языков (ветвь чу-кхве) в конце 2 тыс. до н. э. Однако место первоначального расселения их общих предков (район пустыни Калахари или Капская область) и пути дальнейших миграций пока неизвестны. Сама ветвь кхойкхой распалась предположительно в III веке н. э.
В отличие от бушменов, готтентоты занимались кочевым скотоводством.
Традиционно готтентоты делились на две крупные группы: нама и капские готтентоты, которые в свою очередь делились на более мелкие группы, а те на племена (!haoti).
В колониальный период готтентоты сотрудничали с европейцами, вождь одного из племён Аутшумао работал переводчиком у голландцев.

## Фольклор
Готтентотский фольклор был записан учёными В. Бликом и И. Кронлейном. Их труды дают представление о характерных чертах готтентотских сказаний, которые В. Блик не без основания называл животным эпосом готтентотов. В них мы знакомимся с повадками могучего, но глупого льва, хитрого шакала, жадной гиены и т. п.
Ироническое отношение к грубой силе льва и слона и восхищение умом и смекалкой зайца и черепахи проявляются во всех этих сказках.
Главными героями их являются животные, но иногда рассказ ведётся и о людях, однако люди — герои сказок — ещё очень близки к животным: женщины выходят замуж за слонов и уходят в их селения, люди и животные живут, думают, разговаривают и действуют сообща.

## Нама
Самоназвание — namaqua. До прихода европейцев делились на две группы:
- нама собственно (большие нама; англ. Great Nama) — к приходу европейцев жили к северу от р. Оранжевая (юг современной Намибии, Великий Намакваленд). Делились на следующие племена (перечислены с севера на юг, в скобках даются: варианты русского названия; название на африкаанс; самоназвание):
  - свартбои (лхауцоан; африк. swartbooi; ||khau-|gõan)
  - коперы (кхара-кхой, фрасманны; африк. kopers, fransmanne, Simon Kopper hottentot; !kharkoen).
  - ройнаси (гай-лхауа, «красный народ»; африк. rooinasie; gai-||xauan)
  - хротдоден-нама (ло-кай; африк. grootdoden; ||ō-gain)
  - фельдсхундрахеры (лабобе, хабобен; африк. veldschoendragers; ||haboben).
  - цайбши (кхаро; африк. tsaibsche, keetmanshopers; kharo-!oan).
  - бондельсварты (камичнун; африк. bondelswarts; !gamiǂnûn).
  - топнаары (чаонин; африк. topnaars; ǂaonîn).
- орлам (малые нама; orlams, little nama; самоназвание: !gû-!gôun) — к приходу европейцев жили к югу р. Оранжевая до бассейна р. Улифантс (запад современной ЮАР, Малый Намакваленд). Известны пять племен орлам-нама:
  - племя Африканера (цоа-цъаран; африкаанеры; orlam afrikaners; |hôa-|aran), не следует путать с африканерами (бурами).
  - ламберты (гай-цхауан; lamberts, amraals; kai|khauan).
  - витбои (цхобесин; африк. witboois («белые парни»); |khobesin).
  - бетанийцы (каман; африк. bethaniërs; !aman).
  - берсебы (цай-цхауан; африк. bersabaers; |hai-|khauan).

В 1798—1850-е годах эти 5 племен, теснимые белыми переселенцами, переселились на север, подчиняя жившие там 8 племен больших нама. Вместе с последними они образовали раннефеодальное объединение племен, возглавлявшееся вождём по имени Йонкер Африканер. Контролируя всю южную и центральную Намибию, они вели постоянные войны между собой и с гереро.
Вскоре у них появился новый общий соперник — Германия. В 1884 году территория к северу от р. Оранжевая была объявлена германской колонией Юго-Западная Африка. Вслед за этим земли у готтентотов и других коренных жителей стали отбираться, что сопровождалось многими столкновениями и насилием. В 1904—1908 годах гереро и готтентоты подняли несколько восстаний, которые были с небывалой жестокостью подавлены германскими войсками и вошли в историю под названием Геноцид племён гереро и нама. Было уничтожено 80 % гереро и 50 % готтентотов (нама).
После подавления восстаний нама были поселены в специальных резерватах (home-lands): Берсеба (Berseba), Бондельс (Bondels), Гибеон (Gibeon, Krantzplatz), Сесфонтейн (Sesfontein), Соромас (Soromas), Вармбад (Warmbad), Нёйхоль (Neuhol), Цес (Tses), Хоаханас (Hoachanas), Окомбахе/Дамараланд (Okombahe /Damaraland), Франсфонтейн (Fransfontein). Систему резерватов поддерживала и южноафриканская администрация, контролировавшая территорию Намибии с 1915 по 1990 год.
Внутри них они и ныне составляют большинство населения, но живут и за их пределами: в городах и на фермах — смешанно с банту и белыми. Сохраняется деление на племенные группы, которые ныне сильно перемешаны.

### Капские готтентоты
(капские койкоин; kaphottentotten) — как отдельная этническая группа ныне не существует. Населяли прибрежные земли от мыса Доброй Надежды на юго-западе до бассейна р. Улифантс на севере (где граничили с нама) и до р. Фиш (Vis) на востоке (современные Западно-Капская и запад Восточно-Капской провинции). На 1652 год их число оценивается в 100 тысяч [Elphick 1985:23] или в 200 тысяч [Wilson 1969:68]. В начале XVII века делились на 2—3 группы, представленных как минимум 13 племенами:
- Эйниква (riviervolk; ãi-||’ae, einiqua). Возможно, были ближе к нама, чем к капским готтентотам.
- Западнокапские готтентоты
  - карос-хебер (kaross-heber; ǂnam-||’ae)
  - кохоква (цохо; smaal-wange, saldanhamans; |’oo-xoo, cochoqua)
  - хюриква (guriqua)
  - хорингайква (goringhaiqua, !uri-||’ae)
  - хорахауква (кора-лхау; gorachouqua (‘полуостровитяне’); !ora-||xau)
  - убиква (ubiqua)
  - хайноква (chainoqua; Snyer’s volk; !kaon)
  - хессеква (hessequa)
  - аттаква (attaqua)
  - аутениква (ло-тани; houteniqua, zakkedragers; ||hoo-tani)
- Восточнокапские готтентоты
  - инква (inqua)
  - дамаква (damaqua), не путать с дамара
  - хунхейква (цоанг; hoengeiqua; katte; |hõãn)
  - харихуриква (хрихри; chariguriqua, grigriqua).

Большинство племён было истреблено или ассимилировано европейцами в течение XVIII — начале XIX века, но к началу XVIII века сформировалось три новых группы смешанного происхождения: гонаква, къораква и хриква, в основном за пределами исконной готтентотской территории, к востоку среди банту и среди бушменов по реке Оранжевая.
- Гонаква (чона; gonaqua; ǂgona) — сложились в начале XVIII века к востоку от р. Кей (центр Восточно-Капской провинции) на основе восточнокапских готтентотов под влиянием коса. Часть переселилась в Бетельсдорп (возле Порт-Элизабета). Исчезли к середине XIX века.
- Корана (!ора, кораква; koraqua; !ora) — образовались в результате контактов с голландцами и вызванных ими значительных перемещений и переустройств местных готтентотских племен в конце XVII — начале XVIII веков. Жили по р. Оранжевая от границы с Намибией до окрестностей Кимберли (Северо-Капская провинция; запад провинции Фри-Стейт), среди бушменов. К концу XX века свыше 10 тысяч корана жили в окрестностях Дугласа, Приски, Кэмпбелла и Грикватауна (ЮАР, к северу от среднего течения р. Оранжевая). Говорят на африкаанс.
- Гриква (хриква, кхири; griqua; !xiri) — смешанная группа, образовалась в районе города Кокстад (Вост. Грикваланд), к юго-востоку от Лесото (юг современной провинции Квазулу-Натал). В начале XIX века часть переселилась в Грикватаун (Griekwastad) (современная Северно-Капская провинция) и на юго-восток Намибии (около Карасбурга), где небольшие группы сохраняются по сей день. Говорят на африкаанс.

## Готтентоты в литературе
Предполагаемым представлениям готтентотов о мире посвящено стихотворение Н. Гумилёва «Готтентотская космогония»